# كيت غولبراندسن
كيت غولبراندسن (بالنرويجية البوكمول: Kate Gulbrandsen)‏ هي مغنية نرويجية، ولدت في 6 أغسطس 1965 في رويكن في النرويج.

## وصلات خارجية
- كيت غولبراندسن على موقع IMDb (الإنجليزية)
- كيت غولبراندسن على موقع ميوزك برينز (الإنجليزية)
- كيت غولبراندسن على موقع ديسكوغز (الإنجليزية)